# Miguel Falero
Miguel Falero Correa (Ciudad de la Costa, 17 maggio 1957) è un allenatore di calcio ed ex calciatore uruguaiano, di ruolo centrocampista.